# Continental XI-1430
Continental XI-1430 – 12-cylindrowy silnik widlasty o układzie podwójnego, odwróconego "V", z zaworami wydechowymi chłodzonymi płynnym sodem.
Silnik powstał w 1943 pod oznaczeniem IV-1430 które zostało zmienione na XI-1430.  Silniki tego typu używane były w prototypowym samolocie Lockheed XP-49 (wersji rozwojowej Lockheed P-38 Lightning).  W 1944 użyto ich także w innej prototypowej konstrukcji, dwusilnikowym myśliwcu eskortowym McDonnell XP-67 Bat.
XI-1430 był bardzo zaawansowanym silnikiem oferującym w porównaniu z ówczesnymi konkurentami wysoką moc przy niskiej masie własnej ale do końca nie udało się rozwiązać problemów z przegrzewaniem, a firmie Continental zajętej masową produkcją wojenną brakowało wówczas mocy przerobowych na uruchomienie produkcji nowego silnika i ostatecznie zbudowano tylko 23 egzemplarze.
Silnik osiągał moc 1600 koni mechanicznych przy masie własnej 730 kg.